# Christiane Harzendorf
Christiane Harzendorf (ur. 28 grudnia 1967 w Borna) – niemiecka wioślarka. Brązowa medalistka olimpijska z Barcelony.
Urodziła się w NRD i do zjednoczenia Niemiec startowała w barwach tego kraju. Zawody w 1992 były jej jedynymi igrzyskami olimpijskimi. Medal zdobyła w ósemce. Na mistrzostwach świata zdobyła dwa brązowe medale w ósemce – w 1990 (jeszcze w barwach NRD) i 1993, a także złoto w 1989 w czwórce bez sternika jako reprezentantka NRD). 